# Charlotte Witthauer
Charlotte Witthauer (18 de julio de 1908 – 6 de mayo de 1980) fue una actriz alemana.

## Biografía
Nacida en Breslavia, actualmente parte de Polonia, completó su formación como actriz en la Escuela Max Reinhardt del Deutsches Theater de Berlín. Charlotte Witthauer debutó en los escenarios en 1932 en el Stadttheater de Oberhausen, donde recibió un contrato permanente. A ello siguieron puestos en el Stadttheater de Rostock y la Ópera Estatal de Braunschweig. Desde 1936 a 1944 formó parte de la compañía del Preußisches Staatstheater de Berlín, y tras la Segunda Guerra Mundial actuó en el Deutsches Schauspielhaus de Hamburgo y en el Kleine Komödie de Múnich.
En 1931 debutó en el  cine actuando en el drama Mädchen in Uniform. En los siguientes años hizo papeles de reparto en producciones como Feuerwerk (1954, junto a Lilli Palmer) o en Morgen fällt die Schule aus (1971) y Betragen ungenügend! (1972), dos cintas de la serie de películas Die Lümmel von der ersten Bank, en las que trabajó con Theo Lingen.
Además trabajó extensamente para la radio, y fue actriz de voz desde la década de 1940. En 1949 actuó en la radio junto a Heinz Rühmann, Elfriede Kuzmany y Grethe Weiser en la comedia Du kannst mir viel erzählen. Otra emisión en la que participó fue la pieza de Thornton Wilder Wir sind noch einmal davongekommen, radiada en 1965 por la Westdeutscher Rundfunk, y dos años más tarde por la Rundfunk im amerikanischen Sektor. En ambas emisiones actuó con Hans Christian Blech, Elfriede Irrall y Almut Eggert.
Charlotte Witthauer falleció en Tutzing, Alemania, en 1980, y fue enterrada en el Cementerio Starnberger Friedhof. Había estado casada con el actor Hans Quest desde 1940 hasta 1968, fecha en la que se divorciaron. Tuvieron dos hijos, el actor Christoph Quest (1940–2020) y el empresario Thomas Quest (nacido en 1945).

## Filmografía (selección)
- 1931 : Mädchen in Uniform
- 1938 : Du und ich
- 1938 : Lauter Lügen
- 1939 : Die Geliebte
- 1940 : Die gute Sieben
- 1941 : Pedro soll hängen
- 1943 : Großstadtmelodie
- 1944 : Liebesbriefe
- 1944 : Eine Frau für drei Tage
- 1948 : Schuld allein ist der Wein
- 1949 : Diese Nacht vergess ich nie!
- 1950 : Liebe auf Eis
- 1953 : Muß man sich gleich scheiden lassen?
- 1954 : Feuerwerk
- 1955 : Der letzte Mann
- 1957 : Das Mädchen ohne Pyjama
- 1961 : Was macht Papa denn in Italien?
- 1962 : Der Rosenstock (telefilm)
- 1963 : Der Maulkorb (telefilm)
- 1963 : Sessel am Kamin (telefilm)
- 1965 : Der wahre Jakob (telefilm)
- 1965 : Die Tochter des Brunnenmachers (telefilm)
- 1969 : Der Kommissar (serie TV), episodio Toter Herr im Regen
- 1971 : Morgen fällt die Schule aus
- 1971 : Die Weber (telefilm)
- 1972 : Betragen ungenügend!
- 1973 : Der Kommissar (serie TV), episodio Sommerpension
- 1975 : Der Kommissar (serie TV), episodio Die Kusine
- 1977 : Endstation Paradies (telefilm)
- 1979 : 1+1=3

## Radio (selección)
- 1934 : Hans Sonnenstössers Höllenfahrt, dirección de Harald Braun
- 1949 : Du kannst mir viel erzählen, dirección de Ulrich Erfurth
- 1954 : An den Ufern der Plotinitza, dirección de Otto Kurth
- 1954 : Der Hauptmann von Köpenick, dirección de Heinz-Günter Stamm
- 1963 : Unser Mann in Havanna, dirección de Raoul Wolfgang Schnell
- 1965 : Der Weihnachtsabend, dirección de Jan Alverdes
- 1965 : Wir sind noch einmal davongekommen, dirección de Gustav Burmester
- 1966 : Der Glocken Schlag, dirección de Otto Kurth
- 1967 : Wir sind noch einmal davongekommen, dirección de Ludwig Cremer
- 1969 : Der Mann und die Fliege, dirección de Otto Düben